# Cassé de la Rivière de l'Est
Le Cassé de la Rivière de l'Est est un cirque naturel de l'île de La Réunion, département et région d'outre-mer français dans le sud-ouest de l'océan Indien. Il comprend une cascade alimentée par le vaste plateau du massif du Piton de la Fournaise que l'on appelle Fond de la Rivière de l'Est et qui se jette, sous le nom de Rivière de l'Est, de 1 727 mètres à environ 1 100 mètres d'altitude.
Le 7 février 2020, le site est le lieu d'un important éboulis qui emporte le belvédère et déstabilise l'abri qu'on y trouve aussi.